# Sympistis pessota

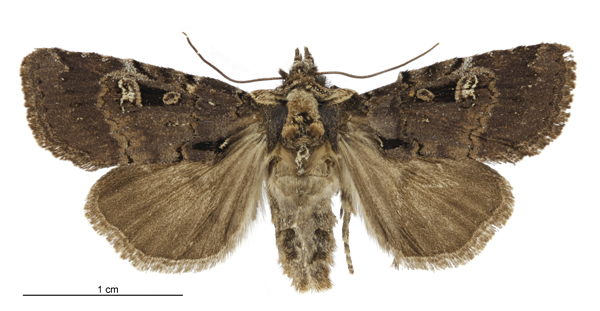
Female specimen of Sympistis Pessota.

Sympistis pessota är en fjärilsart som beskrevs av Edward Meyrick 1886. Sympistis pessota ingår i släktet Sympistis och familjen nattflyn. Inga underarter finns listade i Catalogue of Life.